# جسپر (مینه‌سوتا)
جسپر، مینه‌سوتا (به انگلیسی: Jasper, Minnesota) یک شهر در ایالات متحده آمریکا است که در مینه‌سوتا واقع شده‌است.

## خصوصیات
جسپر ۲٫۲۸ کیلومترمربع مساحت و ۶۳۳ نفر جمعیت دارد و ۴۷۴ متر بالاتر از سطح دریا واقع شده‌است.